# 中山桥 (兰州)
中山桥，旧名第一桥，又称兰州黄河铁桥，是位于中华人民共和国甘肃省兰州市城关区的一座钢桁架桥，坐落在白塔山下，横跨黄河两岸，是兰州市著名的旅游景点和地标之一。于清朝宣统元年七月初四（1909年8月19日）建成通行，成为兰州历史上第一座跨越黄河的永久性桥梁。
大桥工程由清朝甘肃洋务总局与德商天津实业泰来洋行（Telge & Schroeter）于光绪三十二年九月十一（1906年10月28日）签订了包建合同，光绪三十四年四月初十（1908年5月9日）正式开工。中華民國17年(1928年)，为纪念孙中山先生，兰州黄河铁桥改名为“中山桥”。抗日战争时期为躲避侵华日军的轰炸，将原先橘红色的桥体改涂成了铅灰色，并保持至今。
1954年4月1日，中国政府拨款60万元人民币开始全面维修加固中山桥，并在原有平行弦杆上部加盖拱型钢梁，以增加桥梁的强度和荷载能力。2004年5月8日，中山桥进行了为期3个月的全封闭维修加固，共投资500万元，维修工程结束后，这座黄河上最早的永久性公路桥成为一座步行桥。
1984年10月20日，中山桥被列入“兰州市第一批市级文物保护单位”；2006年6月，中国国务院公布了第六批“全国重点文物保护单位”名单，并将中山桥列入其中。

## 前身
明朝洪武五年（1372年），宋国公冯胜奉命征伐河西一带的元朝残余势力，为了“济师”，派守御指挥佥事赵祥在兰州城西七里处的黄河上架设了一座浮桥，“师还遂撤弗用”。洪武九年（1376年）卫国公邓愈帅师定地，置西凉、西宁、庄浪诸卫，出于“通往来，给馈馕”的需要，又在城西十里处建造了一座浮桥，称“镇远桥”。但是，由于河流湍急，堤坝不固，不能长久。所以，到了洪武十八年（1385年），兰州卫指挥佥事杨廉经“询问父老”，又将浮桥移至“河水少缓”、“近且易守”的城北白塔山下，即今日中山桥的位置。
据明朝洪武年间谪戍兰州卫的浙江开化进士徐兰所撰《河桥记》记载，杨廉改置浮桥的工程于当年六月开始，翌年二月告竣。他
|  | 躬督吏士，造舟二十有八，常用二十有五，河涨则用其余以广之。每舟相去一丈五尺，上流定以石鳖如舟之数，舟上加板，栏楯西傍，以卫行者。桥南、北岸各树铁柱一、木柱六，铁锁（索）大绳贯桥，令相属随波升降，帖若坦途。 |

为了方便河道中的船只通行，浮桥设有专门的通航孔，当船只要通过浮桥时，将通航孔的那节桥船拆除，待船通过后再接上。清朝刘于义在其《河桥记》中记载：浮桥
|  | 平直如弦，随波高下，纵怒涛浊浪，奔雷卷雪，任其盘涡于船底，而上则人马通行，如履康庄坦道，制甚善也。 |

另外，还在桥南八十步处“新筑小城”一座，“延袤二百丈，中置门，以诘行旅”。桥北则“因山为城，延袤二百丈，东西置门，建楼其上，又创汉寿亭侯祠”。桥门内外有杨廉所题“镇远桥”三个大字。这就是被前人誉为“边徼之要津，千古之伟观”的“镇远浮桥”，也就是今日中山桥的前身。又据《皋兰县志·桥津》记载：
|  | 西北出镇远门，有万国梯航坊，西为望河楼，楼北檐有匾额曰“万里黄河只一桥”；桥南中流盘石坊，又曰“天下第一桥”。登白塔山俯视，桥蜿蜒水面，致可观也。 |

当时浮桥两端树立的铁柱，后世称之为“将军柱”，因为它们分别由冯胜和邓愈监铸，故得此名。其主要用途是拴绑贯连浮桥的铁缆，共有四根。杨廉改置浮桥之初，南北两岸各树一根，后由于负荷太大，每岸各增至两根。迄今仅存的一根“将军柱”竖立在中山桥南端东侧的纪念亭中央，呈圆柱形，高5.8米，直径0.61米，顶部为出檐式圆锥体，底座为长方体，座长1.2米，宽0.81米，厚0.3米。铁柱上部铸有铭文三十四字，至今仍依稀可辨：
|  | 洪武九年岁次丙辰八月吉日 总兵官卫国公建斯柱于 浮桥之南系铁缆壹佰贰拾丈 |

尽管镇远浮桥并不是黄河上最早架设的桥梁，但自明初至清末，它一直是黄河上游“控扼冲要，道通西域”的唯一一座桥梁，仍然具有相当重要的历史地位。1909年黄河铁桥建成后，镇远浮桥结束了其长达524年的通行历史。
- 清代《黄河兰州浮桥图》
- 清代《白塔山镇远浮桥图》
- 清代《金城揽胜图》中所描绘的镇远浮桥
- 1907年拍摄的镇远浮桥及桥门（通济门）

## 建造

### 背景

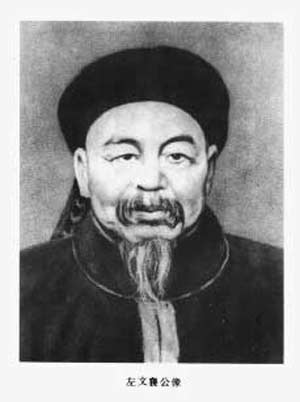
左宗棠

镇远浮桥虽然解决了兰州黄河两岸的通行问题，但还是不够坚固和安全。浮桥不时被黄河汛期的洪水冲毁，“惟当盛夏水涨，浮桥时或中断，冬冰冲激，则桥折断。断必溺人。而冬冰开结之时，车马行人陷河者尤甚”。据史料记载，从雍正八年（1730年）至乾隆元年（1736年）的六年间，镇远浮桥曾“两遭决坏”。加之每年冬天一到就要将浮桥拆除，来年春天又要重新架设，不但花费巨大，而且不能满足民众生活及“辅轩传符、商贾征旅”的需要。
同治五年（1866年），左宗棠出任陕甘总督，为军运需要，拟修建兰州黄河铁桥，并同德国商人福克接触，协商修桥事宜。德商预算工程费用需六十三万两白银，左宗棠认为造价过高而无力承担，修桥事宜遂暂时搁浅。光绪三十年（1904年），镇远浮桥又一次被洪水冲断，这加剧了清政府在黄河上修建永固桥梁的迫切需要。此后，随着老龙头桥于1904年在天津建成、平汉铁路黄河桥于1905年在郑州竣工，修建一座永固铁桥也成为了大势所趋。

### 筹建

#### 谈判

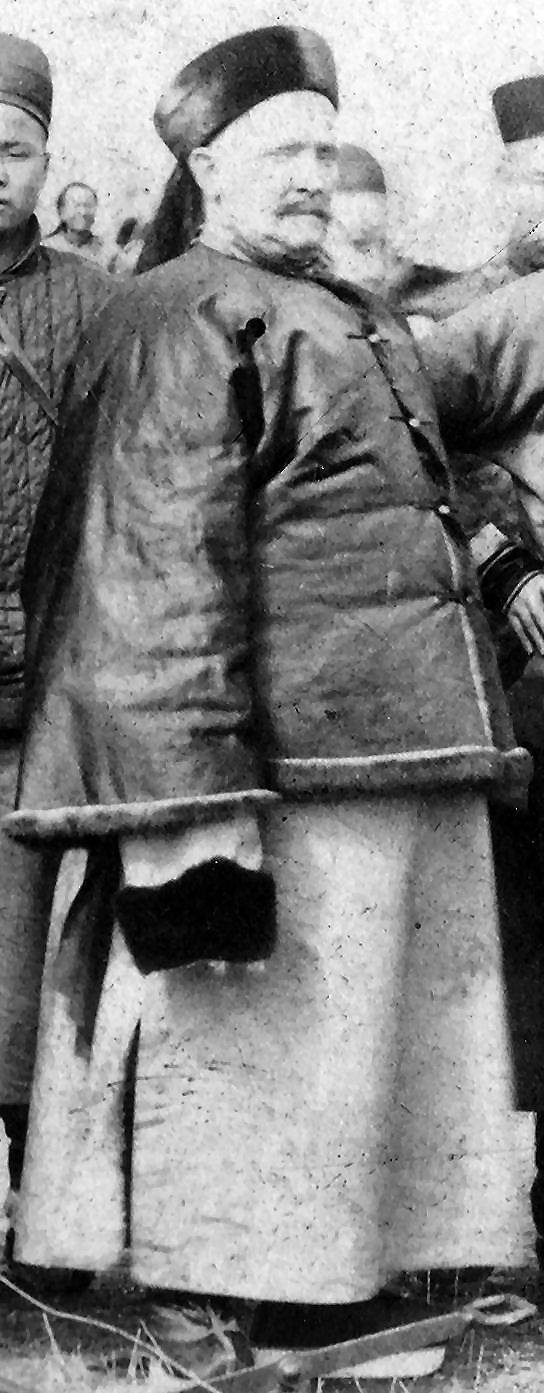
林辅臣

光绪三十一年（1905年），陕甘总督升允设立甘肃全省洋务总局，并任命兰州道彭英甲兼洋务总局总办，在兰州兴办多项地方实业，“兰州黄河铁桥”便是其中一个酝酿待办的重要项目。同年，彭英甲与比利时人林辅臣反复谈判，达成共识：由林辅臣赴比利时招聘工程技术人员，负责兰州黄河铁桥的技术工作。
1906年1月，林辅臣返回阔别40年的比利时。同年5月30日，林辅臣带着招募的三位工程技术人员返回中国，但在途中不幸染疾病故。临终前，他将未竟的事业托付给大儿子林阿德（比利时驻华参赞），并口述致彭英甲的信，讲述在比利时招聘人才的经过。
光绪三十二年五月（1906年6月），适逢德商天津泰来洋行经理喀佑斯游历至甘肃，彭英甲与其接触并洽谈了中外合作开发，引进德国先进技术和设备来修建兰州黄河铁桥的事宜，并拟订了初步的包修合同草案。但当时保守派对建桥一事“群相疑沮，胥动浮言”。其中，代理兰州府傅秉鉴给升允上了一道条陈，请求对包修合同中的一些条款进行“考究”。升允看了条陈后，为慎重起见，于同年五月十六（1906年7月7日）发文责成各司、道、局“再与该洋商详细讨论，然后订立合同”，并指示“不宜偏执己见，故破成议”。为了解除傅秉鉴等人和中方的疑虑，喀佑斯提出，愿自调工程师来甘，待测试确实后，再行签约。经对现场水域各种数据的实勘确论，喀佑斯遂于九月初一（10月18日）表态：“黄河水性虽云湍急，若如新设章程，架修铁桥，甘愿保固八十年”。甘肃布政使丰申泰等立即就合同一事请示总督升允，升允批示：“所拟包修铁桥合同甚属周妥，应准照此签押”。

#### 签约
光绪三十二年九月十一（1906年10月28日），彭英甲等与喀佑斯在兰州正式签订包修兰州黄河铁桥合同，一式八份。合同约定：兰州黄河铁桥由德国泰来洋行喀佑斯承包修建，工期十八个月，工程总包价十六万五千两白银，分四期支付；铁桥样式、结构、荷载等均按外国优等章程修建，保固期八十年；同时还规定：“保固八十年限期之内，无论冬夏，倘因起蛟，河水涨发，水势过大，水已进城，因蛟水神力将桥冲坏，与泰来行无干。除起蛟外，桥有损坏，泰来一定赔修”。当时签署合同的中方官员有：大清国总办甘肃洋务总局、兰州道彭英甲，甘肃布政使丰申泰，署甘肃按察使白遇道；外方全权代表是：大德国泰来洋行喀佑斯。

#### 设计

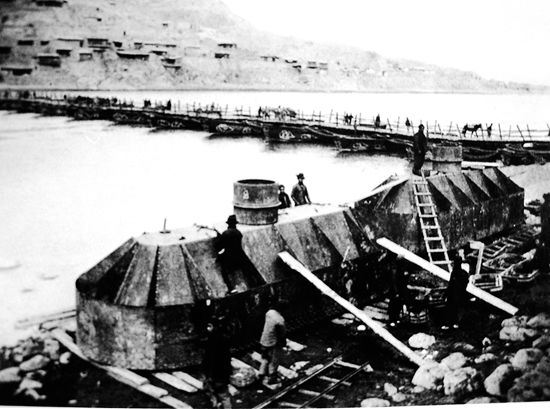
芬兰人马达汉于1908年1月29日拍摄的黄河铁桥沉箱，远处是当时仍在使用的镇远浮桥。

合同签定后，建设黄河铁桥的各项前期工作随即全面展开。泰来洋行委托美国桥梁公司完成了桥梁设计，其结构分为上、下两部分：上部结构为穿式钢桁架，高5.1米，共计五孔，每孔跨径45.9米，全长233.5米，总宽8.46米，其中车行道宽6米，两侧人行道各宽约1米；下部结构，南北两岸桥台为水泥沙浆砌条石，中间四个桥墩为高强度快凝水泥砌料石重力式结构，沉井基础开挖至岩层。设计荷载为8吨，仅供马车通行。

#### 桥料转运
甘肃洋务总局最先在天津、新乡、西安设立了三个“桥料转运点”，陆续遴选要员，前往各点主办运务。派驻天津的材料接运委员为候补知县张钟骏、县丞赵毓岳、巡检傅晸；驻河南新乡的材料接运委员是县丞麦方堃、典史臧炳文；驻西安的材料接运委员是候补知县沈朝云、刘启烈、府经历高镜寰。光绪三十三年五月（1907年6月），由泰来洋行从德国购置的黄河铁桥所用钢桁架构件、水泥及各种器材、机具、设备等，全部海运到天津。各种物料由天津港下船后，经京奉铁路运至丰台火车站，转经京汉铁路运至新乡火车站，由新乡至西安、西安至兰州均用马车运输。除在外省设点，甘肃洋务总局又于光绪三十三年十月廿一（1907年11月26日）起，先后在兰州成立“点收桥料处”（分别在甘肃贡院和下沟等地）和“铁桥监工所”。
宣统元年闰二月十六（1909年4月6日），泰来洋行驻兰州经理开列一张收条：“所运桥料均已收齐，第一批至第三十六批。”至此，历时21个月的桥料运输终告结束。据洋务总局转运桥料运费等项的清册记载，所转运的桥料建材总重达228.15万斤。

#### 立案

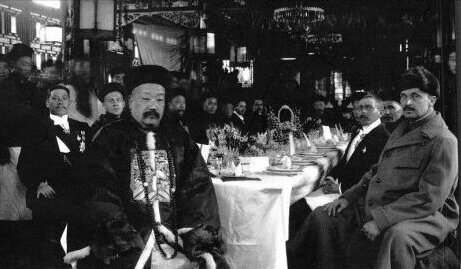
光绪三十四年三月十二（1908年4月12日），升允在兰州秦州会馆宴请俄属芬兰男爵、探险家马达汉和参与修建黄河铁桥的相关外方人员。前排左一为升允，右一为马达汉，后排座位左一为林辅臣之子林阿德。

光绪三十三年腊月十九（1908年1月22日），陕甘总督升允专折具奏皇太后、皇上“为筹建兰州黄河铁桥，以期经久而资利涉，恭折仰祈圣鉴事”的奏本。奏折里谈了在兰州建桥的缘由，以及他本人“到任后，查悉情形，思蒇前人不竟之功，以为一劳永逸之计，屡与司、道筹画”，拟为地方造福建桥的初衷。在桥料运兰即将动工之际，升允方才具奏清廷立案：“奴才赋性迂谨，凡事未经办妥，不敢遽以上渎宸听。现在铁桥料件已陆续运到，立合同人喀佑斯招雇洋工华匠六十余人，亦先后来西，拟将择日动工，自应奏咨立案”。在奏折的尾部，又谈了他对彭英甲“讲求新政，人颇开通”的器重推荐之情，言明由彭“一手经理，以竟全功”的设想和决策。升允启奏之后不久即有了回音：“案准度支部咨制用司案呈，内阁抄出陕甘升奏，甘肃筹建兰州黄河铁桥所需桥价、运费等项，于统捐溢项下拨用，奏报立案一折”。光绪三十四年二月廿一（1908年3月23日），来自朝廷的朱批传达到了甘肃：“该部知道。钦此”，寓有赞同和认可之意。至此，修建兰州黄河铁桥一事，在清廷正式立案。
牵头领办这项工程的总督升允，护督毛庆蕃和继任总督长庚，从总揽全局，审批合同奏准立案，奏销物项，到督饬各方面通力协作，批办大宗物料和物项，以及督饬甘肃统捐总局按时支付工程款项，无不尽心擘划，竭力督办。

#### 反对意见
而就在兰州黄河铁桥即将择日开建之际，仍有保守派在非议建桥的利弊得失，甚至上书反对。其中，庄浪举人牛献珠于光绪三十四年三月初二（1908年4月2日）上书条陈，并由庄浪儒学向彭英甲封递了一篇禀文：“为请停修黄河铁桥，以纾财力而弥后患事”，彭英甲阅此禀文后，观点鲜明地批语：“此项铁桥经大帅奏明，奉旨饬办……可否停建，非本总办所敢擅专”，并言简意赅地予以驳斥：“当此推广路政之世界，铁桥之修，所在皆有。岂人皆昧于后患，而该举人独知预防耶？至请移桥宁夏，谓‘省会迁移，本意中事’等语，无论语涉无稽，岂有在兰州，铁桥有后患，省移宁夏，铁桥即无后患耶？谅该举人无词以自解也”。

### 修建过程

#### 开工

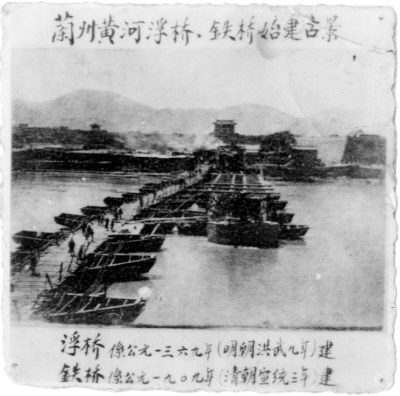
兰州黄河浮桥（镇远浮桥）、铁桥始建古景

督办修桥一切事务的是彭英甲；协助彭英甲管理修桥事宜的有两个人，一位是兰州府知府刘振镛，一位是皋兰县知县赖恩培；监理工程的是甘肃洋务局坐办、候补知县樊鼎枢、徐登第；英文翻译是县丞江连庆、照磨孙贤、巡检林庆椿、千总蒲生禄。
铁桥工程的施工人员，有德商招募来到兰州的洋工、华匠共计69人，包括：担任现场技术负责人的美国工程师满宝本，负责收管材料、统计施工进度的德国工程师德罗，负责施工现场指挥的天津人刘永起，其中从天津、上海等地招来的技工有10余人；另外，还在兰州当地雇用了铁匠、木匠、石匠等60余人及小工100余人参与施工。这些施工人员全都寓居在由中方租用的秦州试馆内，长达18个月之久。据洋务总局上报陕甘总督的详文记载：黄河铁桥工程于光绪三十四年四月初十（1908年5月9日）正式开工。

#### 施工

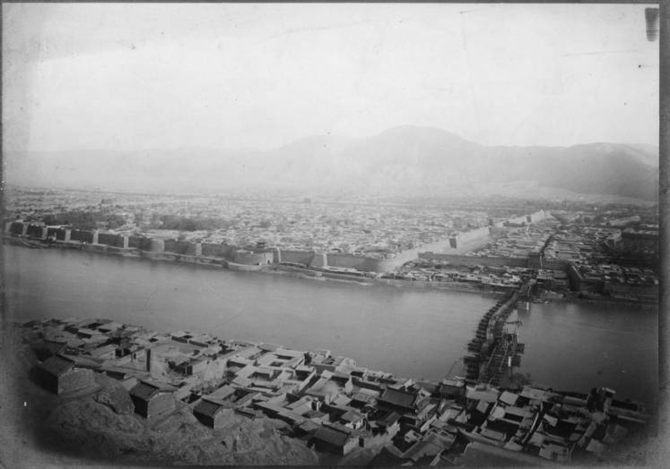
罗伯特·斯特林·克拉克于1909年拍摄的兰州城及黄河，右下部是镇远浮桥及当时正在修建的兰州黄河铁桥。

据现存的历史照片和相关史料记载，承建商在黄河南岸设立了锅炉房，以便于机具作业。而镇远浮桥则作为工程运料和工匠劳作的通道，浮桥两侧的黄河中，立有两座高出水面的三角形工程架，架子顶端系有一条横空穿越南北两岸的钢丝绳，牵引着河面上的工程船来往运作。浇筑桥墩时，先将开口式沉箱下沉到水面以下6米深的河底砂质基岩上，再竖立铁管、钢筋，由起重机吊运水泥砂浆进行浇筑；四个桥墩的施工顺序是：先建最南侧一墩，然后建最北侧一墩，最后建河中心的两墩。上部结构的五孔穿式钢桁架，依次由南向北吊装并固定于桥墩之上。桥面铺设木板，木板上再铺水泥、石子，并划分车道与人行道，两侧边围钢管护栏。据《兰州古今注》记载：“桥下设四墩，下用水泥铁柱，上用石块，河南第一墩最深，墩底至水面一丈七八尺有奇”；《甘肃劝业道报告书·铁桥图说》记载：“计桥长七十丈，宽二丈二尺四寸，架桥四墩，中竖铁柱，外以塞门德土参合石子石条成之。桥面两边翼以扶栏，旁便徒步，中驰舆马，安稳异常，行旅称便”。
修建桥墩、桥台的材料不同，南桥台是由条石砌成，北桥台则用水泥砌成。南面第一墩上部是浆砌条石，下部是水泥。其余三个桥墩上部是混凝土，下部是浆砌疙瘩石。
铁桥以进口鱼油和红色膏兑松香水油饰，色泽光明且耐风雨剥蚀；桥面上下的螺丝钉均涂白粉油打上记号。

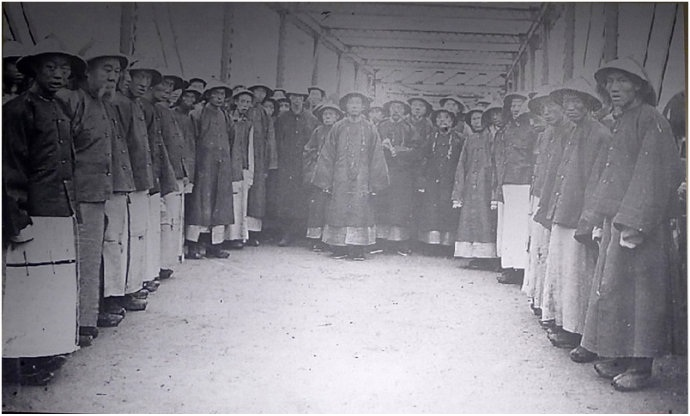
兰州黄河铁桥竣工后甘肃地方官员合影

#### 竣工
宣统元年六月初十（1909年7月26日），甘肃洋务总局在甘肃审判研究所设宴庆贺兰州黄河铁桥竣工，犒赏包修工程的外方人员。外方人员有：满宝本、德罗等人，中方出席作东的有：洋务总局总办兼兰州道彭英甲，洋务总局总办、补用道孙廷寿；作陪的有补用知县樊鼎枢，通判荣勋，知县江连庆，候选巡检林庆椿等数十人。所开支银两均由皋兰知县赖恩培造具清单上报并存档，宴请、赏钱各项总计花费白银一百八十两九钱七分九厘，由洋务总局与织呢局各承担一半。

#### 牌厦

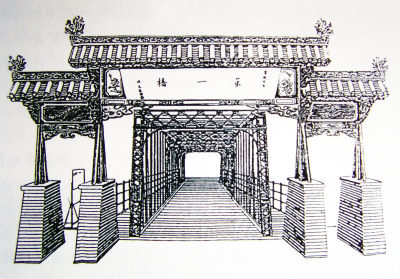
牌厦草图

在铁桥施工进入尾声后，地方政界多人认为，桥面景观难尽如人意。经护督毛庆蕃决定，在铁桥南北两端各添建一座中国传统建筑——牌厦。宣统元年六月十八（1909年8月3日），两座牌厦竣工，均为三开间，雕梁画栋，典雅壮观。牌厦前后共悬挂四块名人匾额：其中由升允题写“第一桥”匾两块，分置南北桥头；另有“九曲安澜”、“三边利济”匾各一块。楹联分别为：“曾经沧海千层浪，又上黄河第一桥”、“天险化康衢直入海市楼中现不住法，河蠕开画本安得云梯天外作如是观”。共用物料匠工合计449两白银。两座牌厦于民国后期被拆除、毁坏，四块牌匾后来也不知所踪。六月三十（8月15日）给工程师满宝本、经理德罗赠送礼品，价值60两白银的花红湖绉八匹。

#### 开通

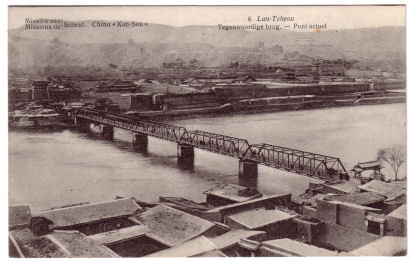
开通初期的兰州黄河铁桥

宣统元年七月初十（1909年8月25日），委派监修桥工委员和巡护桥工的护勇（维护铁桥施工现场的兵卒）全部遣散。
次日，护督毛庆蕃向军机处上报电文，请示换铺桥面木板。经清廷认可后，由兰州府出面，清除了桥面上原来的水泥、石子，购买了大批木料，制成3寸厚、6.5尺和3.25尺长的松木板材，再用5寸铁钉逐个进行装钉。同时，这份电文还提到：铁桥“现已竣工于本月初四车马开行”。因此，铁桥的确切开通日期为宣统元年七月初四（1909年8月19日）。铁桥完工后，洋务总局还花费52两白银，请人拍摄了54张铁桥全景照片，分送中央政府和地方有关部门阅存。

#### 碑记
为了永久纪念这一重大工程，1909年夏，毛庆蕃决定“于铁桥两头刻上石碑两座”，由皋兰知县赖恩培遵即差传石匠定做，并请前任总督升允撰文并书写《创建兰州黄河铁桥碑记》，刊刻上石 ，用银一百多两。碑记的内容包括：铁桥建造始末，历史背景，与外商洽谈情形以及遇到的阻力和流言蜚语；充分肯定了升允继承前任总督左宗棠未竟的事业，利用洋人的奇技巧思为民兴利的意义。碑文记录了自始至终督办建桥工程的兰州道彭英甲及协同照料的兰州府、皋兰县主要官员、负责运料人员、英文翻译员、现场施工员等人的业绩，把他们的名字以及外国工程技术人员的名字都铭刻在石碑上。碑记的落款刻的是升允的头衔和职责：“钦命头品顶戴，赏戴花翎尚书、陆军部尚书、都察院都御史、总督陕甘等处地方兼理茶马粮饷管甘肃巡抚事”，碑记日期为：“大清宣统元年仲夏六月吉日”。

### 资金及付款
宣统二年四月廿五（1910年6月2日），陕甘总督长庚就兰州黄河铁桥工程完竣所用款项，向宣统皇帝作了恭折具奏，敬请“皇上圣鉴，饬部核销”。在奏折里，除了简述建桥缘由、签约经过、运料状况、分工事宜、告竣时间、铁桥结构等内容外，重点详述了建桥开支的各种款项。主要包括：
- 洋务总局与泰来洋行议定包修铁桥工料：天津行平化宝银16.5万两，折合库平银159,555两；
- 由天津至新乡运费：行平银约23,767两，折合库平银约22,983两；
- 由新乡至西安运费：汴平银约58,732两，折合库平银约57,352两；
- 由西安至兰州运费：议平银约45,528两，折合库平银约43,707两；
- 在兰州购制船只、木杆、麻绳等项，并桥成后另送工程师来往差旅费，共折合库平银约26,631两。

以上包修桥价及各项杂费总计，共用库平银310,228两。扣除垫纳洋商应交机器设备关税和汇费库平银3,536两，“实用库平银三十万六千六百九十一两八钱九分八厘四毫九丝八忽”，全部由甘肃地方从统捐总局收项下核拨支付。
随用奏文附量的运有奏销注册和铁桥竣工照片。这份专差具奏并经度支部等转奏清廷的奏章，于同年六月初一（7月7日），由摄政王代宣皇帝朱批该部“知道”二字。经内阁抄出谕旨，转饬有关部门和陕甘总督钦遵办理，至此，又经周折，兰州黄河铁桥建设费用奏销的款项得到了结算并了结。
铁桥工程竣工后，中外双方就经济方面的善后事宜进行了及时处理。首先，由外方处理所存机器设备和料件等物。在宴请洋匠七、八天之后，泰来洋行将现有锅炉、天汽帽、天汽筒等，一律交给设在兰州的新泰兴洋行收存，一些零星铁器卖给一位姓韩的回族人家。其次，清理双方桥价收缴款项。根据合同规定，中方给外方的铁桥工程价物“交银期限分四期”；中方恪守合同，先后按期如数于光绪三十二年九月十五（1906年11月1日）由洋务总局汇付天津泰来洋行头期价银；光绪三十三年七月初五（1907年8月13日）交付第二期价银；光绪三十四年六月廿六（1908年7月24日）交付第三期价银；宣统元年八月十五（1909年9月29日）交付第四期价银，总计四次共交付价银16.5万两。最后，清理其它涉及双方财务款项的银两。

## 运营管理

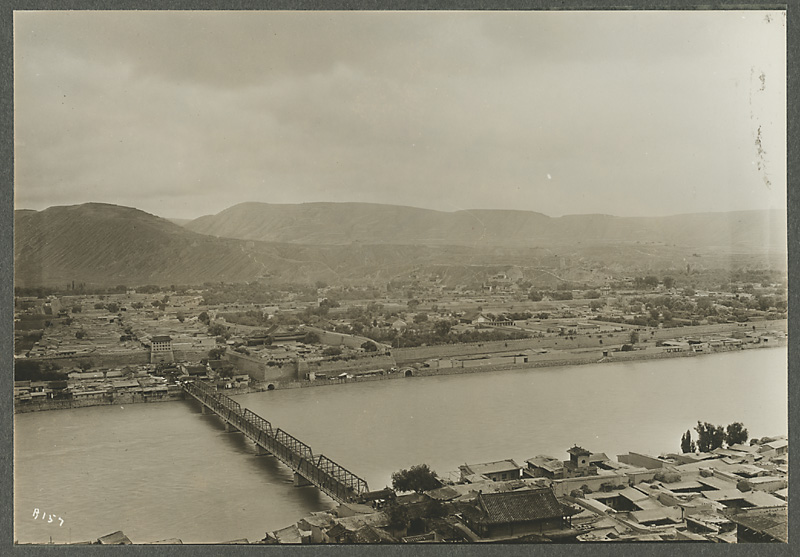
约瑟夫·洛克于1925年8月20日从白塔山上拍摄的兰州黄河铁桥。

为了加强对兰州黄河铁桥的管理和养护，甘肃洋务总局于宣统元年十月初九（1909年11月21日）专门颁布了《管理暨岁修铁桥法程》，共列十条，其大致内容是：“铁桥札饬皋兰县暨兰州府经历，督同巡兵管理”，并由参与修桥的天津人刘文魁帮管；随时补修损坏折断的桥板；每年八月必须粉刷油漆一次，以保持色泽明亮，“油桥物料，用鱼油和红色膏为之，每斤兑松香水三两，不计斤两多寡，总以油完为止”；“铁桥上下一切螺丝钉，凡用白粉油者，每七日上紧一次”，“稍有损坏，当即更换”。
同时颁布施行的《巡兵站岗暨车马行人往来条规》共六条，主要内容有：巡兵12名，分三班昼夜轮流值班巡逻，下班前洒扫南北码头和桥道；每班四名巡兵，在南北码头各站一名，另两名站在铁桥中间；“凡行人走路不合法度者，均须随时指点”；车马走中间，行人走两边，由北而南者靠东，由南而北者靠西，无论车马、行人皆需鱼贯而行，“毋得久立观望，有碍通行”；载货过重的车辆，不宜并驾齐驱，以防损坏桥板。

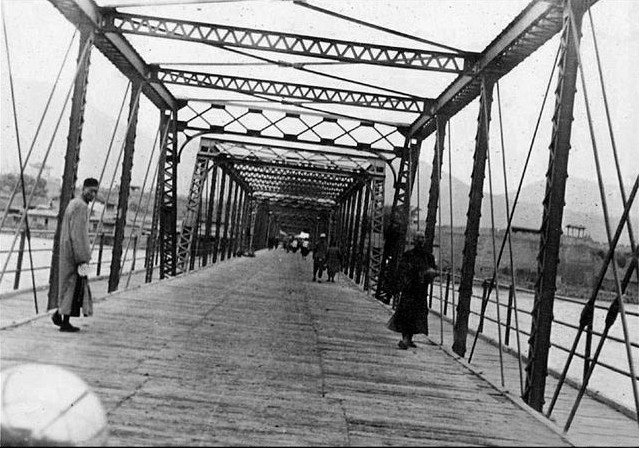
1933年时的桥面

宣统三年正月二十（1911年2月16日），针对有“马勇并无赖强徒，跑马聘车，铁桥巡兵，拦挡不住”的现象，兰州巡警道、甘肃洋务总局又专门发布《告示》，严禁桥上驰跑车马，规定：“嗣后，行过铁桥，无论车马，务须缓辔徐行，不准驰骤急跑。倘敢不遵，即由站岗巡兵扭送来局。轻则责罚，重则枷号示众”。
兰州黄河铁桥在开通7年后才开始收取“过桥费”。而在其通车后的最初12年中，过桥的除了行人以外，都是人力车、马车乃至牲畜等。当时驼队所驮载的货物主要是商盐、药材、布匹、糖、碱等物资，在兰州城西开有供骆驼客歇脚的车马店。直到民国十年（1921年），第一次有汽车驶过兰州黄河铁桥，当时甘肃督军陆洪涛的妻弟、甘肃驻北平办事处主任董士恩乘坐一辆轿车来到兰州，这辆车也是第一辆在兰州注册的汽车。民国十四年（1925年），冯玉祥部刘郁芬率国民革命军入甘，一批军用卡车随军开进兰州，从此铁桥开始通行大型汽车。

## 大事记

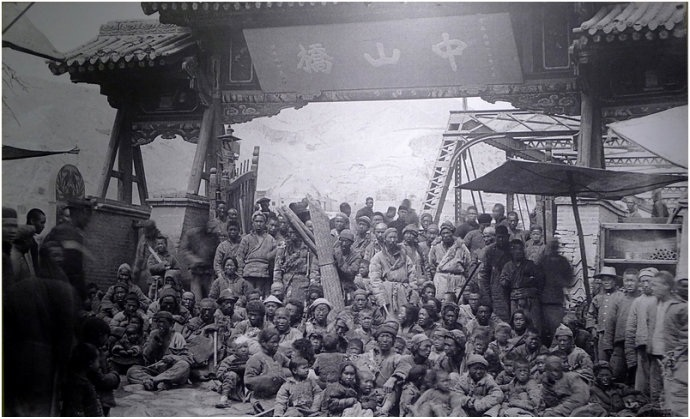
1928年时的牌厦及“中山桥”匾额

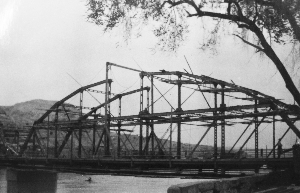
1954年中山桥加固工程中拱式钢梁即将合龙

- 民国十七年（1928年），时任西北军第七方面军总指挥兼甘肃省主席刘郁芬，为表达其对孙中山先生的追随，手书了“中山桥”匾额，悬挂于铁桥南面的牌厦上，“第一桥”从此改名为“中山桥”，并一直沿用至今[3]。
- 民国十九年（1931年），由于风水撼动、大车碾压，中山桥的部分螺丝开始松动，桥面板损坏。同年1月10日至3月20日，历时70天，中山桥经历了自建成以来的第一次大修[18]。
- 1937年抗日战争爆发后，兰州成为战略大后方、国际援华物资中转站，以及中国空军的训练基地之一。中山桥也成为一座为中方前线提供后勤补给的关键性桥梁。为此，侵华日军对兰州进行了长达六年的疯狂空袭[8]。据《甘肃省志·军事志》记载，自1937年11月5日起，至1943年10月4日止，日军飞机对甘肃领空的入侵，包括侦察、轰炸、空战、警戒等，总数达1,487架次，其中入侵兰州上空的有1,100多架次，中山桥就是日军飞机轰炸的最主要目标之一。为了躲避轰炸，中山桥的桥体颜色由原本的橘红色被改涂成铅灰色，并一直保持至今[3]。
- 1940年4月，由于运输压力的增加，桥梁出现较大震动，中山桥进行了一次维修，同年7月竣工[18]。
- 1941年6月22日，中山桥交由中华民国交通部西北公路管理处兰州工务所管理。11月，由兰州市警察局第六分局负责，拆除桥头两端的牌厦，以便利汽车通行[18]。
- 1942年，兰州市警察局就修理中山桥并规定通车办法上书。1943年4月，中央政府转至交通部办理。1944年4月1日至5月9日，将中山桥腐朽的梁木、桥面板及人行道板等予以抽换[18]。

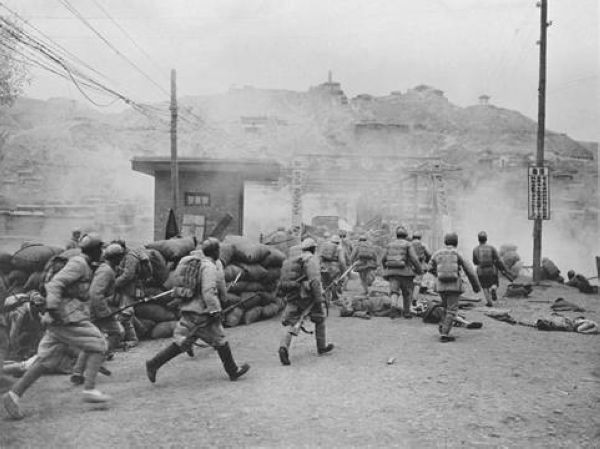
1949年8月26日，中国人民解放军攻占中山桥。

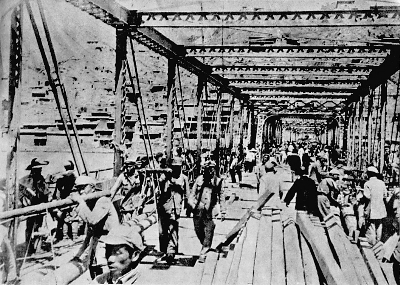
抢修中山桥

- 1949年8月，兰州战役打响，中国人民解放军第一野战军向据守兰州的“马家军”发起进攻。8月25日晚上7点半至10点，双方在中山桥展开激烈战斗，一发炮弹击中了正在通过铁桥的“马家军”军车，车上弹药发生爆炸，引起大火，致使铁桥南端两孔18节木桥面全部烧毁，一根斜拉杆被炮火击断，两岸交通中断[3]。

据伊国清所著《兰州黄河铁桥通车百年史话》记载：8月26日晚，兰州军管会交通处立即组织公路工程技术人员黄振亚、陆书顺、王点、陶启江和铁、木工匠及公路员工300余人，在中共地下党员任震英、第七区公路工程管理局总工程师孙发端的指挥下，对中山桥进行抢修。抢修的项目主要是：在桥两边人行道上搭上木排，垫上沙袋，维持行人、牲畜通行；组织木工改制方木，铺筑桥面；焊接桥东侧被炸断的钢质构件。从8月27日开始，经过8天9夜的连续维修，中山桥于9月3日夜间修通，使解放军的部队和车辆得以通行。在铁桥维修期间，第一野战军司令员彭德怀曾两次亲临现场视察慰问，铁桥修通后，又在兰州澄清阁设宴招待和表彰了抢修铁桥的领导和工程技术人员。
- 1950年，中山桥北端两桥墩出现裂缝，由西北交通部兰新线国道管理处兰州养护段紧急处置后，将加固申请上报中华人民共和国交通部。1951年冬，苏联专家别路包诺夫对中山桥考察后，提出四种加固意见：一是每孔中间加一个桥墩；二是在桥梁杆件上包一层混凝土；三是每孔加吊梁；四是在原桥上加拱架。经反复研究，最后决定采用第四种方案对铁桥进行加固[3]。

1952年7月，西北交通部组织技术人员专门对中山桥进行为期26天的观察和检测，并作出鉴定：桥梁下部墩台承重力变化不大，只需将裂缝用混凝土进行填补即可；上部结构，当重载汽车行至桥梁中部某一孔时，其他孔桥身上下起伏，左右摇摆，桥面下沉挠度6-8厘米，说明已超过铁桥设计荷载标准，需进行加固以提高荷载。
1954年4月，经交通部公路总局批准，由桥梁设计公司按“汽-10”级荷载标准进行设计，在原平行弦杆上端加固拱式钢梁的方案进行施工，共投资60万元。据《兰州市志·市政建设志》记载，中山桥加固工程在甘肃省交通厅领导下，组成黄河铁桥加固施工所，分编铆焊、起重、安装、油漆、木料配制防腐等专业队，分工协作。各种技术工人116人，由兰州铁工厂、铁路第一工程局、西北军用汽车修理厂等9个单位选派；普工141人，由市劳动部门批准就地雇用；总设计师是工程师戴境。工程于4月1日开工，当月，在铁桥北岸的施工现场挖出明朝“将军柱”两根。
加固后的中山桥不但增加了拱式钢梁，还更换了桥面木板，并铺设了沥青桥面，可以双向对开汽车，桥梁荷载由原来的8吨增加至10吨，震幅由6-8厘米减小到4-5厘米。1954年6月12日，中山桥加固工程比原计划提前18天竣工并举行通车典礼，甘肃省主席邓宝珊、兰州市副市长李景亭分别在典礼上讲话祝贺，并对参加施工的兰州铁工厂、甘肃省建设工程局、兰州通用机器厂等单位进行了表彰。
- 1963年6月12日，兰州市公安局和兰州市城建局联合发布通知，鉴于超载超速车辆不断通行，影响了中山桥的使用寿命，对桥上经过的车辆进行限速、限载[18]。规定：凡通过中山桥的车辆行驶速度不得超过5公里/小时，10吨以上的车辆禁止通过[20]。
- 1981年9月15日，中山桥经受住了一场洪峰流量达5,640立方米/秒的特大洪水考验[9]。
- 1984年10月20日，中山桥被兰州市人民政府列为“市级重点文物保护单位”[3]。

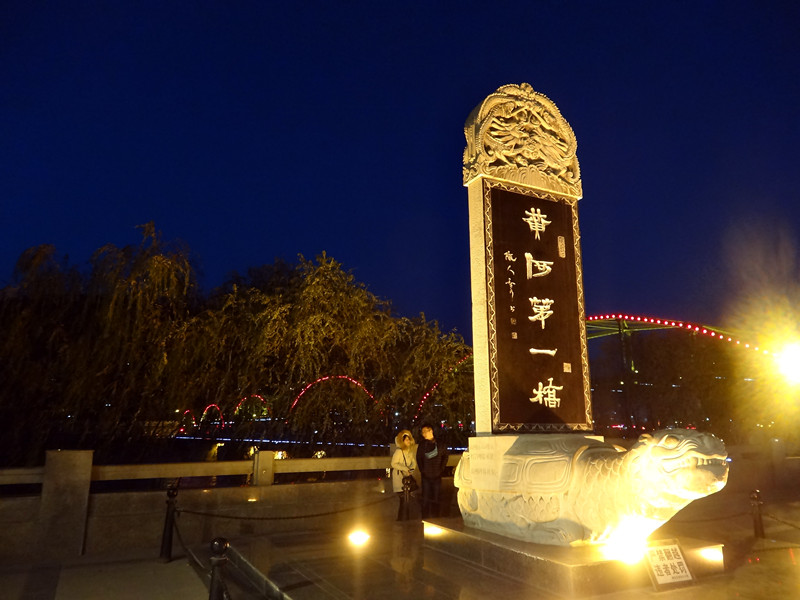
“黄河第一桥”碑

- 1989年，中山桥保固期满，部分构件出现老化，兰州市政工程管理处拟对桥梁进行全面大修。8月9日，一艘自重260吨的供水船在人工移位时失控，撞击了中山桥桥墩，致使桥墩受损、西侧约20米长的人行道严重变形。随后，市政工程管理处对中山桥进行了为期15天的全面检查。根据检查情况，经兰州市建委批准，兰州市政工程管理处于1990年9月1日至12月5日，投资138万元，对中山桥再次进行全面维修加固，并将人行道由原来的1.2米拓宽到2.1米，全桥进行重新油漆[3]。
- 1992年9月，为了迎接首届“兰州中国丝绸之路节”的举办，兰州市政府决定在中山桥北端东西两侧修建长90米、伸入河床9米、总面积806.04平方米的水榭式广场；桥南西侧由市政管理处设计、兰州碑林镌刻一新碑，碑高5.5米，碑宽1.5米，陕西富平大青石质地，由碑座、碑身和碑额组成。其中碑额为“二龙戏珠”立体图案，碑阳镌黎泉书“黄河第一桥”，碑阴为关振兴撰文，黎泉书丹的《黄河第一桥碑记》[9]。
- 2002年，为更好地保护中山桥，兰州市公安局再次采取措施对中山桥过往车辆进行了限高、限重[18]，禁止0.5吨以上、高度1.8米以上的机动车通行[20]。
- 2004年5月8日，兰州市政府投资500万元，再次对中山桥进行的全封闭维修。主要维修项目是：对安全部位、结构进行检查和技术鉴定，对上部结构进行检修和加固，对构件进行校正、紧固、调整，对桥面进行整修、铺筑，并对外观进行装饰等，主桥维修于8月13日晚全部完工。市政府又决定再投资450万元，兴建中山桥南北广场，亮化整桥，同时对两侧文物进行维护，中山桥的开放于是延期。9月30日，总投资950万元的中山桥维修加固、南北广场改造及灯光亮化工程全部完工。这次维修是1949年以后最彻底、最大规模的维修加固。10月1日，中山桥正式重新对外开放，并结束了其近百年的通车历史，成为一座永久性步行桥[3][9][18]。
- 2004年5月23日，“兰州黄河铁桥档案”被列入首批《中国档案文献遗产》名录。随后，甘肃省档案馆和兰州市博物馆联合举办了“历史见证：黄河铁桥档案展”[9]。
- 2005年，中山桥被甘肃省人民政府列为“省级重点文物保护单位”[9]。
- 2006年6月，中山桥作为兰州的标志性建筑物，被中华人民共和国国务院公布为第六批“全国重点文物保护单位”[9]。
- 2009年8月26日，兰州举行了“中山铁桥百年庆典”纪念活动，并为“中山铁桥百年纪念碑”揭幕。纪念碑的主体是一块重达50多吨，长4.8米、宽1米、高3.7米的青海黄河石，正面刻有“中山铁桥百年纪念碑”9个大字，背后镌刻马建勋所创作的《铁桥百年赋》[21]，全文287字：

|  | 白塔耸峙，黄河东逝；古关静穆，楼映半空。一桥彩虹临波，百年流云飞渡。今逢盛世，毋忘尘忆，唯吾兰州，矢志创新，兹镌铭为念。 昔陇府金城重镇，绾丝路而通三秦，唯一河而成南北之堑。年及洪武，浮桥颤渡，然夏汛漫卷，冬凌凝寒。迨至清末之岁，始行建桥议案。遂集中西合璧以成，聚各方之力赴艰。柱砥中流，铁梁横空；终成勋业，蔚然景观。三边利济，商旅荣繁；通衢信步，九曲安澜，诚以“天下黄河第一桥”之隆誉，易名中山之佳话，谱写兰州解放之新篇，见证中华民族复兴之沧桑巨变。 噫唏哉，百年古桥，风流永瞻；大河雄奔，虹影如幻。人文标志，独秀新天。带风情百里，襟绿涛两山；历史名胜，风光无限。夫若无祥风以润，金瓯之磐；铁石纵固，斯桥何延？是以国之发展，和谐为先；市之富强，稳定乃安。炎黄族裔，永承天眷；祺我兰州，康乐尽阗。 |

- 2010年11月至2011年6月，兰州市对中山桥进行了自建成以来的第18次维修，对桥面及上部结构进行加固顶升，将桥体高度由3.6米抬升到4.8米[8]，藉此以增强桥梁的抗震和泄洪能力。而在加固维修后不久，为了缓解兰州的交通压力，中山桥恢复了通车，但考虑到文物保护和桥梁荷载能力，只允许小型客车通行，22座以上客车和所有货运车辆一律不许通行。此举也引发了关于“文物保护”与“缓解交通”矛盾的争论[24]。
- 2013年3月30日，兰州市公安局决定，从当日起，中山桥禁止各类机动车辆（含摩托车）通行[24]。

## 图集
- 从白塔山俯瞰黄河和中山桥
- 1930年代的中山桥和白塔山
- 南岸上游，远处为白塔山
- 桥面及桥身
- 南岸桥头
- 北岸桥头